# Laxtjärnen (Hällefors socken, Västmanland)
Laxtjärnen är en sjö i Hällefors kommun i Västmanland och ingår i Göta älvs huvudavrinningsområde. Sjöns area är 0,024 kvadratkilometer och den är belägen 250 meter över havet.